# Беларусь в Отечественной войне 1812 года

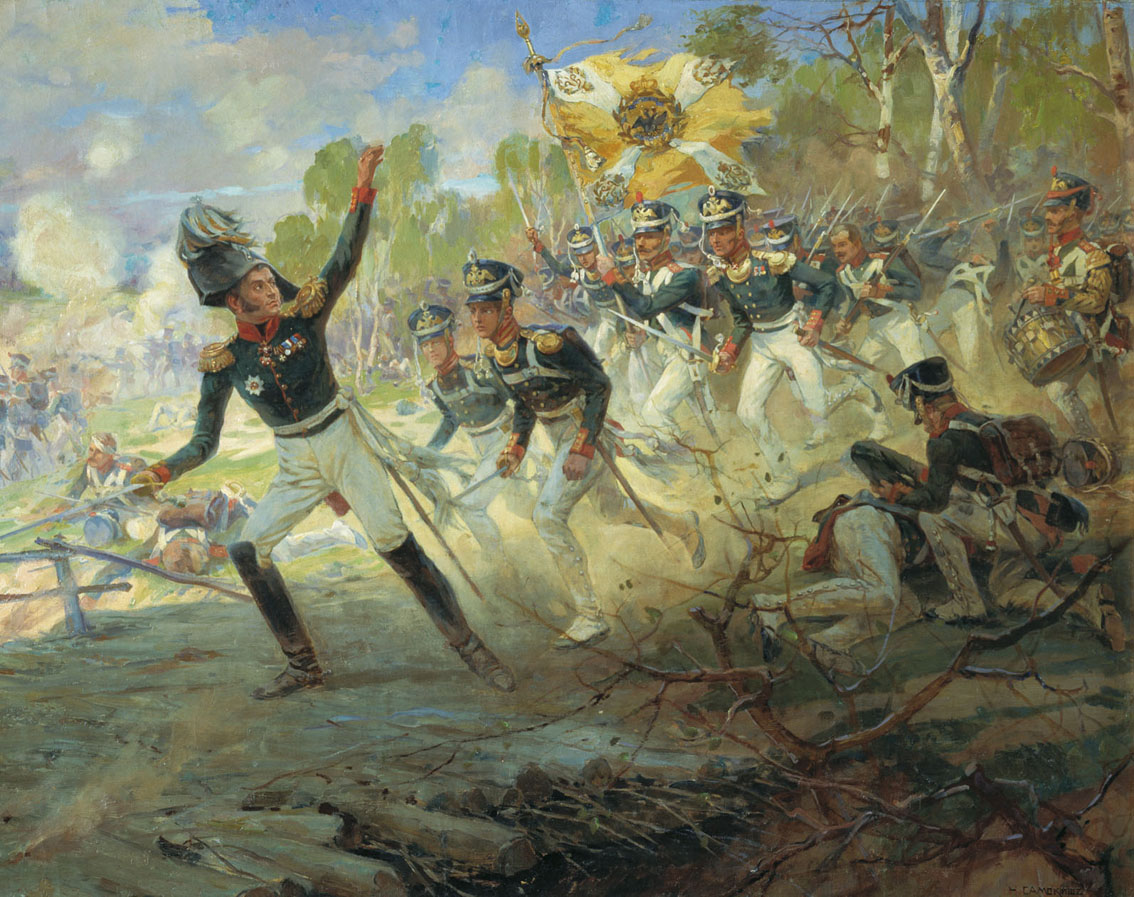
Бой под Салтановкой (Могилевская область)

Белорусские земли стали местом боевых действий Отечественной войны 1812 года. Именно через Беларусь сначала прошла, а затем отступила армия Наполеона.

## Позиции населения
Земли Беларуси на момент начала войны входили в состав Российской империи и были разделены на губернии, однако население региона делилось не по территориальному, а по сословно-конфессиональному принципу: региональная элита была представлена польской шляхтой католического исповедания, городское мещанство составляли евреи, а трудовой народ относился к белорусам.
В ходе войны союзниками Наполеона была именно польская шляхта, которая надеялась возродить Речь Посполиту (Домбровский), однако были польские офицеры в чине генералов и на русской службе (Раевский, Чаплиц). Православное крестьянство сохраняло лояльность к русскому царю и формировало партизанские отряды. Ярким примером этого являлся отряд Максима Маркова из села Жарицы Полоцкого уезда. Евреи в лице своих духовных лидеров (Алтер Ребе) заняли пророссийскую позицию.

## Ход событий
В ночь на 12 (24) июня французские войска форсировали Неман, вступив на территорию Беларуси. Наполеон рассчитывал вклиниться между русскими армиями Барклая де Толли и Багратиона. Угроза маневра с последующим окружением вынудила русских генералов к отступлению. На территории нынешней Витебской области был организован Дрисский укреплённый лагерь. 16 (28) июня войска Наполеона без боя заняли Вильну. 26 июня (8 июля) французский маршал Даву также без боя занял Минск, где начался выпуск  польскоязычной Временной минской газеты.
1 июля Наполеон подписал указ о создании Великого Княжества Литовского в составе Виленского, Гродненского, Минского и Белостокского департаментов. В свою очередь Александр I подписал 6 (18) июля в Полоцке Манифест о созыве народного ополчения, и это стало фактором придания войне всеобщего, народного характера.
8 (21) июля корпус маршала Даву занял Могилев. Русский генерал Раевский попытался под Салтановкой контратаковать, чтобы отбить Могилев. В июле русский генерал Тормасов под Кобрином разбил союзный Наполеону немецкий корпус.
14 (26) июля французский маршал Удино занял Полоцк, а 16 (28) июля сам Наполеон вступил на территорию Витебска. Однако 18 (30) июля русский генерал Витгенштейн смог арьергардным боем прикрыть продвижение французской армии на Петербург.
После того как Наполеон двинулся к Москве в тылу французской армии оставалась несломленная Бобруйская крепость. В середине осени русские войска отвоевали Витебск. В конце ноября отступающая французская армия была разгромлена на Березине. 24 ноября Наполеон бросил в местечке Сморгонь остатки своей армии и, переодевшись в одежду польского офицера, тайно уехал в Париж.
Под Молодечно был разбит последний отряд французской армии.

## Память
- Памятник героям Отечественной войны 1812 года (Полоцк)